# مارتي مانينغ
مارتي مانينغ (بالإنجليزية: Marty Manning)‏ هو موزع موسيقي أمريكي، ولد في 26 أبريل 1916 في هافر هيل في الولايات المتحدة، وتوفي في 22 نوفمبر 1971 في هنتنغتون في الولايات المتحدة.